# Arcidiocesi di Conakry
L'arcidiocesi di Conakry (in latino Archidioecesis Konakriensis) è una sede metropolitana della Chiesa cattolica in Guinea. Nel 2024 contava 170.000 battezzati su 5.211.530 abitanti. È retta dall'arcivescovo Vincent Coulibaly, affiancato dall'arcivescovo coadiutore François Sylla.

## Territorio
L'arcidiocesi comprende le regioni di Kindia, Mamou e Labé e parte della prefettura di Boffa, nella regione di Boké, nella parte occidentale della Guinea.
Sede arcivescovile è la città di Conakry, dove si trova la cattedrale di Santa Maria.
Il territorio si estende su 88.664 km² ed è suddiviso in 32 parrocchie.

### Provincia ecclesiastica
La provincia ecclesiastica di Conakry, istituita nel 1955, comprende tutte le diocesi della Guinea:
- la diocesi di Boké,
- la diocesi di Guéckédou,
- la diocesi di Kankan,
- la diocesi di N'Zérékoré.

## Storia
La prefettura apostolica della Guinea francese fu eretta il 18 ottobre 1897 con il decreto Cum huic Sacrae Congregationi della Congregazione di Propaganda Fide, ricavandone il territorio dai vicariati apostolici del Senegambia (oggi arcidiocesi di Dakar) e della Sierra Leone (oggi arcidiocesi di Freetown).
Il 18 aprile 1920 la prefettura apostolica fu elevata a vicariato apostolico in forza del breve Supremi apostolatus di papa Benedetto XV.
Il 12 maggio 1949 cedette una porzione del suo territorio a vantaggio dell'erezione della prefettura apostolica di Kankan (oggi diocesi) e contestualmente cambiò il proprio nome in vicariato apostolico di Conakry.
Il 14 settembre 1955 il vicariato apostolico è stato elevato al rango di arcidiocesi metropolitana con la bolla Dum tantis di papa Pio XII.
L'arcivescovo Raymond-Marie Tchidimbo, considerato un prigioniero politico, nel 1970 fu internato nel lager di Camp Boiro dal presidente-dittatore della Guinea Ahmed Sékou Touré. Fu rilasciato nel 1979 ed esiliato in Canada.
Il 22 febbraio 2024 ha ceduto una porzione del suo territorio a vantaggio dell'erezione della diocesi di Boké.

## Cronotassi dei vescovi
Si omettono i periodi di sede vacante non superiori ai 2 anni o non storicamente accertati.
- Auguste Lorber, C.S.Sp. † (20 ottobre 1897[5] - 1899 dimesso)
- François Ségala, C.S.Sp. † (2 gennaio 1900[6] - 22 dicembre 1910 deceduto)[7]
- Raymond-René Lerouge, C.S.Sp. † (9 marzo 1911 - 2 luglio 1949 deceduto)
- Michel-Jules-Joseph-Marie Bernard, C.S.Sp. † (12 marzo 1950 - 18 luglio 1954 nominato vicario apostolico di Brazzaville)
- Gérard-Paul-Louis-Marie de Milleville, C.S.Sp. † (8 maggio 1955 - 10 marzo 1962 dimesso[8])
- Raymond-Marie Tchidimbo, C.S.Sp. † (10 marzo 1962 - 13 agosto 1979 dimesso)
- Robert Sarah (13 agosto 1979 - 1º ottobre 2001 nominato segretario della Congregazione per l'evangelizzazione dei popoli)
- Vincent Coulibaly, dal 6 maggio 2003

## Statistiche
L'arcidiocesi nel 2024 su una popolazione di 5.211.530 persone contava 170.000 battezzati, corrispondenti al 3,3% del totale.
| anno | popolazione | popolazione | popolazione | presbiteri | presbiteri | presbiteri | presbiteri                | diaconi | religiosi | religiosi | parrocchie |
| anno | battezzati  | totale      | %           | numero     | secolari   | regolari   | battezzati per presbitero | diaconi | uomini    | donne     | parrocchie |
| ---- | ----------- | ----------- | ----------- | ---------- | ---------- | ---------- | ------------------------- | ------- | --------- | --------- | ---------- |
| 1950 | 10.798      | 1.177.005   | 0,9         | 24         | 2          | 22         | 449                       |         | 23        | 27        | 2          |
| 1970 | 14.848      | 1.500.000   | 1,0         | 10         | 8          | 2          | 1.484                     |         | 2         | 16        | 15         |
| 1977 | 20.000      | 2.000.000   | 1,0         | 12         | 11         | 1          | 1.666                     |         | 1         | 11        | 12         |
| 1999 | 34.000      | 3.700.000   | 0,9         | 31         | 17         | 14         | 1.096                     |         | 24        | 62        | 33         |
| 2000 | 35.000      | 3.750.000   | 0,9         | 33         | 20         | 13         | 1.060                     |         | 23        | 61        | 33         |
| 2001 | 40.000      | 3.750.000   | 1,1         | 40         | 19         | 21         | 1.000                     |         | 42        | 63        | 33         |
| 2002 | 40.000      | 3.750.000   | 1,1         | 38         | 22         | 16         | 1.052                     |         | 32        | 68        | 33         |
| 2003 | 40.000      | 3.750.000   | 1,1         | 40         | 23         | 17         | 1.000                     |         | 26        | 68        | 33         |
| 2004 | 40.000      | 3.800.800   | 1,1         | 37         | 23         | 14         | 1.081                     |         | 23        | 63        | 33         |
| 2006 | 101.600     | 3.860.000   | 2,6         | 40         | 25         | 15         | 2.540                     |         | 39        | 73        | 33         |
| 2007 | 101.600     | 3.860.000   | 2,6         | 41         | 26         | 15         | 2.478                     | 2       | 32        | 76        | 34         |
| 2013 | 129.258     | 4.554.000   | 2,8         | 56         | 41         | 15         | 2.308                     |         | 44        | 63        | 35         |
| 2016 | 144.330     | 5.120.307   | 2,8         | 67         | 52         | 15         | 2.154                     |         | 33        | 77        | 35         |
| 2019 | 153.000     | 5.559.700   | 2,8         | 63         | 51         | 12         | 2.428                     |         | 37        | 72        | 36         |
| 2021 | 161.700     | 5.877.435   | 2,8         | 78         | 62         | 16         | 2.073                     |         | 44        | 79        | 38         |
| 2024 | 180.225     | 6.365.439   | 2,8         | 73         | 58         | 15         | 2.469                     |         | 44        | 79        | 38         |
| 2024 | 170.000     | 5.211.530   | 3,3         | 61         | 47         | 14         | 2.787                     |         | 33        | 67        | 32         |